# Kommissar Marthaler – Engel des Todes
Kommissar Marthaler – Engel des Todes ist ein deutscher Fernsehfilm aus dem Jahr 2015 und die 4. Folge der Reihe Kommissar Marthaler. Der für das ZDF produzierte Kriminalfilm basiert auf dem Roman Die Akte Rosenherz aus der Marthaler-Krimireihe von Jan Seghers. Regie führte erneut Lancelot von Naso, der das Drehbuch zusammen mit Kai-Uwe Hasenheit verfasste. Der Film spielt in Frankfurt am Main und wurde auch dort sowie in Berlin gedreht.

## Handlung
Tereza Prohaska begleitet zusammen mit ihrem ehemaligen Studienfreund Ludwig Slama einen Kunsttransport mit dem berühmten Gemälde Engel Übervoll von Paul Klee. Auf der Fahrt zum Frankfurter Flughafen wird der Transporter von zwei Motorradfahrern überfallen. Ein Wachmann stirbt, sein Kollege wird schwer verletzt, ebenso wie Tereza, die in der Folge ihr ungeborenes Kind verliert.
Kommissar Robert Marthaler erfährt bei seiner Ankunft am Tatort, dass seine Verlobte Tereza angeschossen und in die Unfallklinik gebracht wurde. Durch seine Wut treibt er seine Kollegen an, schnellstmöglich über die Motorradfahrer Informationen zu besorgen. Auch erfährt Marthaler, dass der Transporter wegen eines Unfalls kurzfristig die Route geändert hatte, sowie von der Teilnahme Slamas an dem Transport. Er sucht diesen in seiner Kunstgalerie auf und nimmt ihn aus Eifersucht und Wut heraus als möglichen Informanten der Täter fest.
Von einem Journalisten namens Grüter erhält Marthaler den Tipp, sich mit dem vorbestraften Kunsthändler Bruno Kürten zu unterhalten, weil dieser wüsste, wer den Überfall begangen habe. Als es ihm gelingt, Kürten ausfindig zu machen, findet er ihn schwer verletzt vor. Bevor Kürten stirbt, kann er dem Kommissar noch die Wörter Bilder und Rosenherz zuflüstern. Die Recherche dieser Begriffe führt zu einem 30 Jahre alten Mordfall an der Prostituierten Karin Rosenherz, welcher niemals aufgeklärt wurde. Anhand der alten Akten und den darin genannten Zeugen kontaktiert Marthaler einen ehemaligen Profifotografen, der Karin Rosenherz fotografiert hatte. Marthaler erkennt auf einer der Aufnahmen zwei Bilder an der Wand, die nach dem Mord nicht mehr dort hingen. Es handelt sich dabei um zwei Vorzeichnungen des gestohlenen Gemäldes Engel Übervoll. Als er zusammen mit Kirsten Höpfner den Fahrradhändler Albanelli befragen will, der damals möglicherweise den Mörder gesehen hatte, werden sie zu der Festnahme der Motorradfahrer gerufen. Es kommt dabei zu einer Schießerei, bei der einer der Täter erschossen wird. Sein Komplize verweigert jegliche Aussage und verrät seinen Auftraggeber nicht. Polizeioberrat Hermann sieht sich veranlasst, Marthaler zu suspendieren, bis die genauen Umstände der Schießerei geklärt wären.
Die Anweisung seines Chefs ignorierend und angetrieben von persönlichen Rachegefühlen, setzt Marthaler die abgebrochene Zeugenbefragung bei Albanelli fort. Dadurch stellt sich heraus, dass die alten Akten unvollständig und Aussagen offensichtlich verschwunden sind. Nach Albanellis Aussage hatte er den einflussreichen Geschäftsmann Philipp Lichtenberg und dessen Schulfreund und Geschäftspartner Hubert Orthmann in der Tatnacht gesehen, sodass Marthaler die beiden für dringend tatverdächtig hält. Zwei Prostituierte hatten den beiden damals ein Alibi gegeben, doch leben die zwei Frauen mittlerweile nicht mehr. Da Hannelore Wilke eines Tages spurlos verschwand, vermutet Marthaler Mord als Verdeckungstat. Nach Überprüfung von Wilkes Kontoauszügen ist sich Marthaler sicher, dass Wilke Zeugin des Mordes an ihrer Kollegin Rosenherz war und Lichtenberg erpresst hatte, was dann ihre Ermordung nach sich zog. Um dies zu beweisen, versucht Marthaler Lichtenberg öffentlich zu provozieren, weshalb er sich am Ende vor seinem Chef Herrmann rechtfertigen muss, da dieser das Vorgehen des Kommissars nicht billigt.
Nachdem der letzte Aufenthaltsort der vermissten Wilke genauer untersucht wird, schlagen Leichenhunde an und die Überreste der Frau werden an einem Baggersee gefunden. Sie wurde vermutlich erschlagen und nahe dem See begraben. Marthaler und sein Team sind zwar froh über die Ergebnisse, aber auch frustriert, weil so viele Spuren nach all den Jahren nicht mehr verwendbar sind. Sie wollen daher Lichtenberg mit einem Trick überlisten, damit er ein Geständnis ablegt. Das gelingt und so erfahren die Ermittler, dass Rosenherz' Tod ein bedauerlicher Sexunfall gewesen war. Lichtenberg war gemeinsam mit Orthmann bei der Prostituierten gewesen. Um das Unglück als Raubmord aussehen zu lassen, hatte Orthmann die zwei Bilder und Schmuck mitgenommen. Orthmann gesteht daraufhin, dass er einen Käufer hätte, der Engel sammeln würde, weshalb er den aktuellen Diebstahl des Bildes von Paul Klee in Auftrag gegeben hatte. Vor 30 Jahren habe er die ersten beiden Bilder an Bruno Kürten zum Verkauf weitergegeben. Auch Engel Übervoll sollte Kürten an den Interessenten verkaufen. Orthmann leugnet jedoch, etwas mit dem Mord an Kürten zu tun zu haben.
Durch den Erfolg der Festnahme wird Marthalers Suspendierung zurückgenommen. Er sucht nochmals das Archiv der ungelösten Mordfälle auf, um Hinweise auf den Verursacher der Manipulation an der Akte Rosenherz zu finden. Bei einer der Zeugenaussagen fällt ihm Hermanns Kürzel auf und er konfrontiert ihn umgehend damit. Herrmann gesteht, dass er damals Lichtenbergs Alibi festigen und jeden Verdacht gegen den Geschäftsmann ausräumen wollte, damit dieser seinen Einfluss bei einer Polizeikarriere Hermanns geltend machen konnte. Er habe den Mord an Bruno Kürten begangen, damit dieser keine Aussage machen konnte und diese alte Geschichte nicht bekannt würde. Er beschimpft Marthaler als einen Idealisten und will fliehen. Marthaler will ihn mit Waffengewalt daran hindern, doch auch Hermann zieht seine Waffe und deutet an zu schießen, sodass Marthaler ihm zuvorkommen muss und seinen Chef in Notwehr erschießt. Marthalers Team stellt fest, dass die Waffe ungeladen gewesen ist und Hermann einen Suicide by cop provoziert hatte.

## Hintergrund
Kommissar Marthaler – Engel des Todes basierte auf dem Roman Die Akte Rosenherz von Jan Seghers, welches das vierte Buch der Marthaler-Reihe ist. Der Film wurde zusammen mit Kommissar Marthaler – Ein allzu schönes Mädchen von Ende April bis Ende Juli 2014 in Frankfurt und Umgebung sowie in Berlin gedreht. Es ist auch der letzte Film von Lancelot von Naso, der hier als Regisseur fungierte, dennoch wird er zusammen mit dem Co-Autor Kai-Uwe Hasenheit am nächsten Drehbuch zusammen schreiben. Die Erstaufführung war beim Festival des deutschen Films 2015. Am 18. September 2015 hatte Kommissar Marthaler – Engel des Todes seine Fernsehpremiere auf arte und am 7. März 2016 im ZDF.

## Kritik
Die Frankfurter Allgemeine Zeitung schrieb:

„Die Adaption des Regisseurs Lancelot von Naso, der mit Kai-Uwe Hasenheit auch die Drehbuchadaption besorgte, geht überhaupt in stimmungsvoll-kaltfarbigen Nachtszenen und temporeicher Action auf. Es geht in diesem Fall, der als Roman noch „Die Akte Rosenherz“ hieß, um den Mord an einer Edelprostituierten (man denke an den Fall Rosemarie Nitribitt). Auf die richtige Spur führen Marthaler seine Inspiration und der Zufall. In der Nobelvilla des Geschäftsmanns Lichtenberg (Rüdiger Vogler) sucht der Kommissar nach Antworten. Gibt es nicht Kunstliebhaber, die über Leichen gehen?
Engel des Todes ist als Kriminalfall überschaubar, […]. Der ansprechende Look des Krimis lässt ihn, selbst wenn Dramaturgie und Handlung schwächeln, mehr scheinen als er ist.“